# ATP Challenger Rabat
Das ATP Challenger Rabat (offizieller Name: Morocco Tennis Tour Rabat) war ein von 2007 bis 2012 jährlich stattfindendes Tennisturnier in Rabat, Marokko. Es war Teil der ATP Challenger Tour und wurde im Freien auf Sandplatz ausgetragen. Rubén Ramírez Hidalgo ist mit je einem Titel in Einzel sowie Doppel Rekordsieger des Turniers.

## Liste der Sieger

### Einzel
| Jahr | Sieger                | Finalgegner              | Ergebnis |
| ---- | --------------------- | ------------------------ | -------- |
| 2012 | Martin Kližan         | Filippo Volandri         | 6:2, 6:3 |
| 2011 | Ivo Minář             | Peter Luczak             | 7:5, 6:3 |
| 2010 | Rubén Ramírez Hidalgo | Marcel Granollers        | 6:4, 6:4 |
| 2009 | Laurent Recouderc     | Santiago Ventura         | 6:0, 6:2 |
| 2008 | Thomaz Bellucci       | Martín Vassallo Argüello | 6:2, 6:2 |
| 2007 | Stefano Galvani       | Olivier Patience         | 6:1, 6:1 |

### Doppel
| Jahr | Sieger                                 | Finalgegner                        | Ergebnis           |
| ---- | -------------------------------------- | ---------------------------------- | ------------------ |
| 2012 | Íñigo Cervantes Federico Delbonis      | Martin Kližan Stéphane Robert      | 6:73, 6:1, [10:5]  |
| 2011 | Alessio di Mauro Simone Vagnozzi       | Jewgeni Koroljow Juri Schtschukin  | 6:4, 6:4           |
| 2010 | Ilija Bozoljac Daniele Bracciali       | Oleksandr Dolhopolow Dmitri Sitak  | 6:4, 6:4           |
| 2009 | Rubén Ramírez Hidalgo Santiago Ventura | Michael Kohlmann Philipp Marx      | 6:4, 7:65          |
| 2008 | Guillermo García López Mariano Hood    | Marc Fornell Mestres Caio Zampieri | 6:3, 6:2           |
| 2007 | Juri Schtschukin Orest Tereschtschuk   | Peter Luczak Boris Pašanski        | 6:78, 7:64, [10:3] |